# Watsoniella
Watsoniella es un género extinto de sinápsidos no-mamíferos.